# NoCGV Barentshav
Le NoCGV Barentshav est un navire de patrouille en mer de la Garde côtière norvégienne. Il s'agit de leur premier navire au gaz naturel liquéfié. Le contrat a été signé le 21 octobre 2005 et le NoCGV Barentshav a été livré en août 2009.